# Sparkassen Giro Bochum femminile
Lo Sparkassen Giro Bochum (it.: Giro di Bochum) era una corsa in linea di ciclismo su strada femminile che si svolgeva annualmente nella città di Bochum, in Germania. Dal 2005 al 2011 fece parte del Calendario internazionale femminile UCI come prova di classe 1.1. Nel periodo 2014-2015 fu inserito nel calendario della Coppa del mondo di ciclismo su strada femminile.
La competizione si svolgeva il secondo fine settimana dopo la fine del Tour de France, lo stesso giorno dell'omonima gara maschile.

## Albo d'oro
Aggiornato all'edizione 2014.
| Anno | Vincitore           | Secondo                  | Terzo                |
| ---- | ------------------- | ------------------------ | -------------------- |
| 2001 | Sharon van Essen    | Edith Klep-Moerenhout    | Margaret Hemsley     |
| 2002 | Bertine Spijkerman  | Katherine Bates          | Tanja Hennes-Schmidt |
| 2003 | Svetlana Bubnenkova | Regina Schleicher        | Rochelle Gilmore     |
| 2004 | Deirdre Demet-Barry | Petra Rossner            | Alison Wright        |
| 2005 | Angela Brodtka      | Oenone Wood              | Mirjam Melchers      |
| 2006 | Oenone Wood         | Tanja Hennes-Schmidt     | Chantal Beltman      |
| 2007 | Martina Corazza     | Emilia Fahlin            | Emma Mackie          |
| 2008 | Suzanne de Goede    | Rochelle Gilmore         | Loes Markerink       |
| 2009 | Rochelle Gilmore    | Suzanne de Goede         | Chloe Hosking        |
| 2010 | Ellen van Dijk      | Tiffany Cromwell         | Maaike Polspoel      |
| 2011 | Adrie Visser        | Christine Majerus        | Liesbet De Vocht     |
| 2012 | Mieke Kröger        | Anna-Bianca Schnitzmeier | Eileen Roe           |
| 2013 | Christine Majerus   | Maaike Polspoel          | Kirsten Wild         |
| 2014 | Marianne Vos        | Giorgia Bronzini         | Lotta Lepistö        |
| 2015 | Barbara Guarischi   | Lucinda Brand            | Emilie Moberg        |